# Zhuanshui
Zhuanshui är en köping i sydöstra Kina. Den ligger i Wuhua härad i staden Meizhou i provinsen Guangdong, omkring 270 kilometer öster om provinshuvudstaden Guangzhou. Antalet invånare är 51 707. Befolkningen består av 26 169 kvinnor och 25 538 män. Barn under 15 år utgör 23,0 %, vuxna 15-64 år 68 %, och äldre över 65 år 0,00 %.